# Mezgovnica
Mezgôvnica (tudi limfni vod, limfna žila, mezgovna žila) je vsaka od žil, po katerih teče limfa (mezga) od tkiv v kri. Mezgovnice, vključno z mezgovnimi lasnicami in mezgovodi, tvorijo mezgovna (limfna) obtočila.
Tako kot kri potuje po telesu po mrežju krvnih žil, potuje limfa oziroma mezga po mezgovnicah. Po mezgovnicah se limfa drenira iz tkiv ter se prenaša do bezgavk, ki delujejo kot filtri za bakterije in druge tujke. Nato se po večjih mezgovnicah limfa vrača v krvožilni sestav, in sicer se steka v zgornjo votlo veno. Tako ločimo dovodne (aferentne) mezgovnice, po katerih limfa doteka v bezgavke iz telesnih tkiv, in odvodne (eferentne) bezgavke, po katerih limfa odteka iz bezgavke, bodisi v naslednjo bezgavko, v večje mezgovnice ali pa naposled v venski sistem.

## Zgradba mezgovnih obtočil
Mezgovna obtočila se začnejo kot slepi konci najmanjših mezgovnic – mezgovnih lasnic (limfnih kapilar). Njihov endotelij je zelo prepusten in vanje intersticijska tekočina kot limfa vdira iz okolnega tkiva, če je tlak v tkivnem intersticiju dovolj visok. Med celicami endotela limfnih kapilar so medcelični stiki, navidez podobni gumbkom, ki sestojijo iz beljakovinskih filamentov in ki omogočajo vtok limfe iz tkiva. Ko prostornina intersticijske tekočine naraste, se pore med endotelijskimi celicami zaradi raztezanja povečajo, zato lahko več tekočine vstopi v kapilaro. Poseben sistem zaklopk, podobno kot v venah, je odgovoren za pretok limfe v želeno smer in preprečuje njeno vračanje v tkivo. Mezgovne lasnice imajo med seboj številne povezave (anastomoze) in tako tvorijo zelo fino mrežje.
Limfa se iz lasnic izteka v večje mezgovnice, v katerih so zaklopke in žilna stena iz gladke mišičnine in so krčljive oziroma kontraktilne. Gre za aferentne mezgovnice, v katerih se vzdolž njene dolžine zbira limfa iz več in več mezgovnih lasnic ter naposled doseže bezgavko. Limfa zapusti bezgavko po eferentni mezgovnici, ki vodi bodisi do naslednje bezgavke (kot aferentna mezgovnica dotične druge bezgavke) ali pa na koncu v veliki mezgovnici oziroma mezgovoda, po katerih se steka v venski sestav. Mezgovoda sta dva, desni mezgovod (desni limfni vod) in prsni mezgovod (torakalni limfni duktus). Desni mezgovod zbira limfo iz desne polovice glave in vratu, roke in desne strani prsnega koša in praviloma nastane z združitvijo desnega jugularnega trunkusa, desnega subklavijskega trunkusa in desnega bronhomediastinalnega trunkusa ter se izliva v desni venski kot. Prsni mezgovod je največja mezgovnica v telesu; začne se s hilusno cisterno in vodi limfo iz spodnjih udov, organov v trebušni votlini in medenici, iz levega dela prsnega koša, levega zgornjega uda in levega dela glave in vratu. Izliva se v levi venski kot.
Za razliko od krvnih obtočil mezgovna obtočila niso zaprt sistem in nimajo osrednje črpalke. Kljub nizkemu tlaku limfe se le-ta v mezgovnicah pretaka zaradi peristaltike (ki je posledica izmenjujočih se kontrakcij in relaksacij gladke mišičnine v stenah), prisotnosti zaklopk ter pritiskanja nanje s strani sosednjih skeletnih mišic in pulzirajočih arterij.